# جرژانژنو ویلکیه
جرژانژنو ویلکیه (به لهستانی:  Dzierżążno Wielkie) یک روستا در لهستان است که در گمینا ویلنگ واقع شده‌است. جرژانژنو ویلکیه ۵۳۰ نفر جمعیت دارد.